# Urytalpa galdes
Urytalpa galdes är en tvåvingeart som beskrevs av Hedmark och Kjaerandsen 2009. Urytalpa galdes ingår i släktet Urytalpa, och familjen platthornsmyggor. Arten är reproducerande i Sverige.